# Mavla
Mavla (arabsko, مَوْلَى, mawla, množina مَوَالِي, mawālī)  je večpomenska arabska beseda, katere pomen se je v različnih obdobjih in kontekstih spreminjal.
V času pred islamskim prerokom Mohamedom se je izraz nanašal na katero koli obliko plemenske združbe.
V Koranu in hadisih se uporablja v številnih pomenih, vključno z 'Gospod', 'gospodar' in 'skrbnik'.
Po Mohamedovi smrti je dinastija Omajadov to institucijo prilagodila, da bi nove spreobrnjence v islam vključila v arabsko-muslimansko družbo. Beseda je postala tudi naziv za spreobrnjene nearabske muslimane v zgodnjih islamskih kalifatih.

## Etimologija
Beseda mavla, ki jo je uporabil islamski prerok Mohamed za Alija v govoru v Gadir Humu, izhaja iz korena و ل ي, w-l-y, ki pomeni 'biti blizu' ali 'imeti moč nad'. Beseda mavla, odvisno od konteksta, lahko pomeni tudi  'gospodar'. Mavali so bili prvotno pripadniki Arabskega ljudstva, s prihodom islama pa se se je začel izraz nanašati tudi na nearabske muslimane in zaveznike. 
Pod abasidskimi vladarji v 9. stoletju so nearabski spreobrnjenci sestavljali pomemben del muslimanske vojske. Institucija wala' kot pogoj za vstop v muslimansko družbo je po padcu Omajadov prenehala obstajati, saj so Abasidi dajali prednost univerzalni interpretaciji islama, ki ni bil več izključno vera arabske elite. Ko so perzijski, turški in berberski muslimani začeli oblikovati svoje neodvisne in avtonomne sultanate in dinastije, je krepitev njihove politične in drugačne moči  sčasoma omejila moč abasidskega kalifa v Bagdadu.  
Abu Hanifa, ustanovitelj hanefijske šole prava znotraj sunitskega islama, ki je preživel abasidno revolucijo, je v enem od svojih znamenitih izrekov izjavil: "Prepričanje novo spreobrnjenega Turka je enako verovanju Arabca iz Hedžaza".
Institucija se je nadaljevala v abasidskem obdobju, vendar  v veliko manjšem obsegu, ko je osmi  abasidski kalif al-Mutasim oblikoval zasebno vojaško enoto, ki je bila v celoti sestavljena iz nearabcev. Ti možje so bili kalifovi mawali in so zato veljali za bolj zveste kalifu. Ta praksa se je ohranila skozi celotno islamsko zgodovino vse do osmanskega obdobja.

## Gadir Hum
Beseda mavla velja za pomembno v Mohamedovem govoru v Gadir Humu, ko je rekel: "Kogarkoli sem gospodar, je tudi Ali kot njegov gospodar" (arabsko man kuntu maulā-hu fa-ʿAlī maulā-hu). Beseda mavla ima v tem kontekstu lahko več pomenov, vključno z 'vodja', 'upravitelj', 'gospodar', 'lastnik', 'sledilec' ali tisti, ki ima večjo pravico do nečesa. Šiiti menijo, da v kontekstu pridige v Gadir Humu, beseda mavla pomeni  'vodja', in zato trdijo, da je Ali s tem uradno postal Mohamedov naslednik.